# 普伦西亚
普伦西亚（西班牙語：Plencia）是西班牙巴斯克自治区比斯开省的一个市镇。总面积6平方公里，总人口3643人（2001年），人口密度607人/平方公里。